# Tschechoslowakische Eishockeynationalmannschaft
Die tschechoslowakische Eishockeynationalmannschaft war eine der besten Mannschaften der Welt, während die Sowjetunion die internationale Eishockeyszene dominierte. Die Tschechen und Slowaken  kämpften oft mit den Schweden um den zweiten Platz, und manchmal konnten sie auch die sowjetischen Spieler bezwingen. Zwischen 1971 und 1986 gewannen sie auch viermal den Iswestija Cup.
1950 erlitt die Eishockeynationalmannschaft, deren Spieler nach zwei WM-Siegen 1947 und 1949 sowie dem Gewinner einer Silbermedaille bei den Olympischen Winterspielen 1948 in St. Moritz als „goldene Generation“ galten, einen bitteren Rückschlag: Kurz vor ihrer Abreise zur Eishockey-Weltmeisterschaft 1950 in London wurden 13 Spieler des Nationalkaders inhaftiert. In einem politischen Schauprozess wurden sie wegen Spionage und Hochverrats zu Haftstrafen zwischen drei Monaten und 15 Jahren verurteilt, da sie angeblich geplant hatten, von ihrer Reise nicht zurückzukehren. Einige Spieler waren nach der Haft gesundheitlich gebrochen, andere emigrierten anschließend. Es dauerte 22 Jahre, bis wieder eine tschechoslowakische Nationalmannschaft Weltmeister im Eishockey wurde.

## Bekannte Spieler
- Vlastimil Bubník
- Josef Černý
- Jiří Crha
- Vladimír Dzurilla
- Jozef Golonka
- Dominik Hašek
- Josef Horešovský
- Ivan Hlinka
- Jiří Holeček
- Jiří Holík
- Jiří Hrdina
- Jaroslav Jiřík
- Jiří Kochta
- Karel Lang
- Josef Maleček
- Vladimír Martinec
- Bohumil Modrý
- Václav Nedomanský
- Eduard Novák
- Jiří Novák
- Jaroslav Pouzar
- Vladimír Růžička
- Anton Šťastný
- Marián Šťastný
- Peter Šťastný
- František Tikal
- Jan Suchý
- Bohuslav Šťastný
- Vladimír Zábrodský

## Trainer
- 1946–1948 Mike Buckna
- 1949 Antonín Vodička
- 1950–1951 Josef Herman
- 1951–1952 Jiří Tožička, Josef Herman
- 1952–1953 Josef Herman, Eduard Farda
- 1953–1956 Vladimír Bouzek
- 1956–1957 Vladimír Kostka, Bohumil Rejda
- 1957–1958 Bohumil Rejda
- 1958–1959 Vlastimil Sýkora
- 1959–1960 Eduard Farda, Ladislav Horský
- 1960–1962 Zdeněk Andršt, Vladimír Kostka
- 1962–1964 Jiří Anton
- 1964–1966 Vladimír Bouzek, Vladimír Kostka
- 1966–1967 Jaroslav Pitner
- 1967–1973 Vladimír Kostka, Jaroslav Pitner
- 1973–1979 Karel Gut,  Ján Starší
- 1979–1980 Karel Gut, Luděk Bukač, Stanislav Neveselý
- 1980–1985 Luděk Bukač, Stanislav Neveselý
- 1985–1988 Ján Starší, František Pospíšil
- 1988–1990 Pavel Wohl, Stanislav Neveselý
- 1990–1991 Stanislav Neveselý, Josef Horešovský
- 1991–1993 Ivan Hlinka, Jaroslav Walter

## Olympische Ergebnisse
- 1920 – Bronzemedaille
- 1924 – 6. Platz
- 1928 – 7. Platz
- 1932 – nicht teilgenommen
- 1936 – 4. Platz
- 1948 – Silbermedaille
- 1952 – 4. Platz
- 1956 – 5. Platz
- 1960 – 4. Platz
- 1964 – Bronzemedaille
- 1968 – Silbermedaille
- 1972 – Bronzemedaille
- 1976 – Silbermedaille
- 1980 – 5. Platz
- 1984 – Silbermedaille
- 1988 – 6. Platz
- 1992 – Bronzemedaille

## Canada-Cup-Ergebnisse
- 1976 – 2. Platz
- 1981 – Halbfinale, 3. Platz
- 1984 – 5. Platz
- 1987 – 4. Platz
- 1991 – 6. Platz

## Platzierungen bei Europameisterschaft
- 1910 – 1914  –  siehe Böhmische Eishockeynationalmannschaft
- 1921 – Silbermedaille
- 1922 – Goldmedaille
- 1923 – Bronzemedaille
- 1924 – nicht teilgenommen
- 1925 – Goldmedaille
- 1926 – Silbermedaille
- 1927 – 5. Platz
- 1929 – Goldmedaille
- 1932 – 5. Platz

## Platzierungen bei Weltmeisterschaften
- 1930 – 6. Platz
- 1931 – 5. Platz
- 1933 – Bronzemedaille
- 1934 – 5. Platz
- 1935 – 4. Platz
- 1937 – 6. Platz
- 1938 – Bronzemedaille
- 1939 – 4. Platz
- 1947 – Goldmedaille
- 1949 – Goldmedaille
- 1950 – nicht teilgenommen
- 1951 – nicht teilgenommen
- 1953 – 4. Platz
- 1954 – 4. Platz
- 1955 – Bronzemedaille
- 1957 – Bronzemedaille
- 1958 – 4. Platz
- 1959 – Bronzemedaille
- 1961 – Silbermedaille
- 1962 – nicht teilgenommen
- 1963 – Bronzemedaille
- 1965 – Silbermedaille
- 1966 – Silbermedaille
- 1967 – 4. Platz
- 1969 – Bronzemedaille
- 1970 – Bronzemedaille
- 1971 – Silbermedaille
- 1972 – Goldmedaille
- 1973 – Bronzemedaille
- 1974 – Silbermedaille
- 1975 – Silbermedaille
- 1976 – Goldmedaille
- 1977 – Goldmedaille
- 1978 – Silbermedaille
- 1979 – Silbermedaille
- 1981 – Bronzemedaille
- 1982 – Silbermedaille
- 1983 – Silbermedaille
- 1985 – Goldmedaille
- 1986 – 5. Platz
- 1987 – Bronzemedaille
- 1989 – Bronzemedaille
- 1990 – Bronzemedaille
- 1991 – 6. Platz
- 1992 – Bronzemedaille